# Academia Nacional das Ciências (Itália)

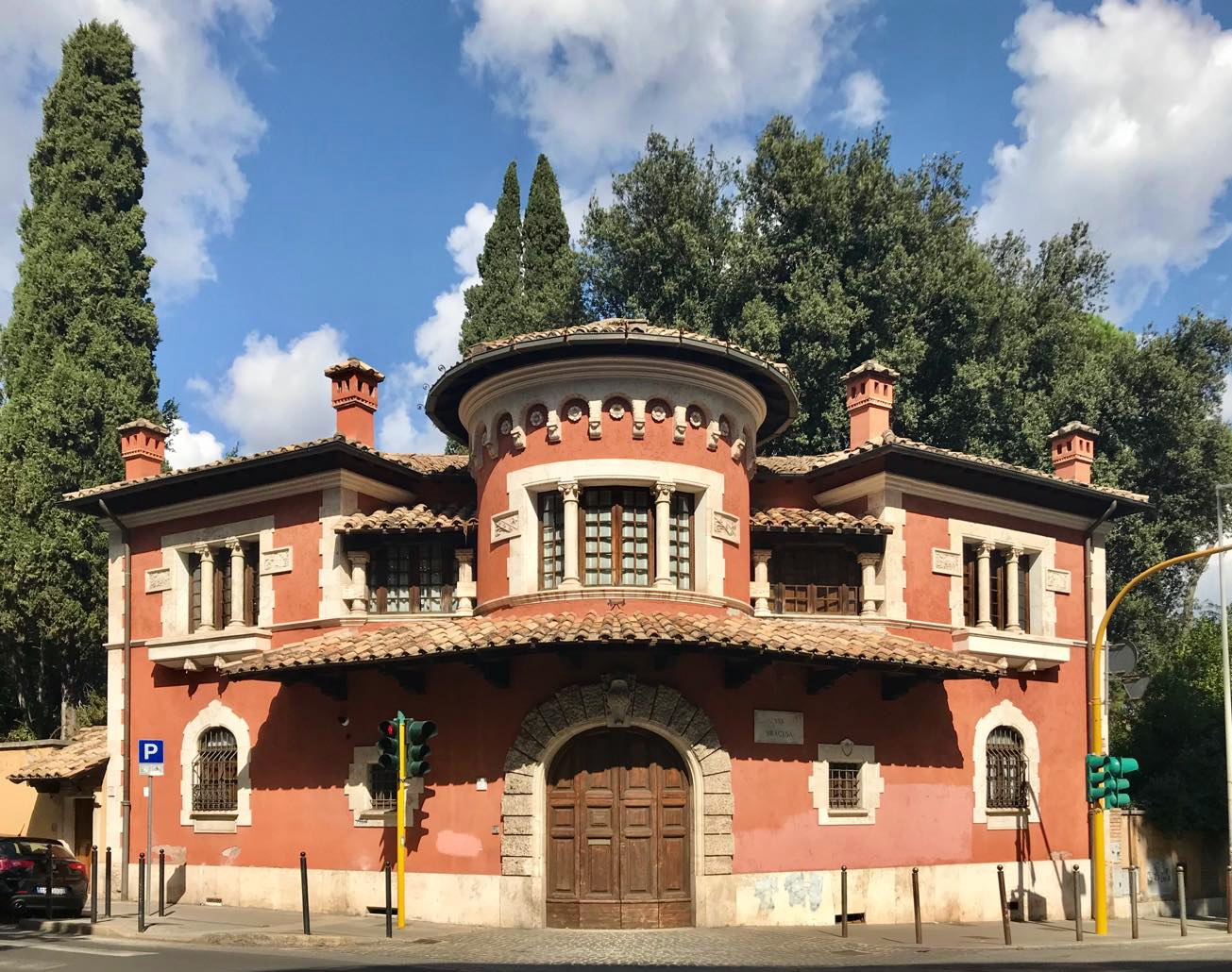
Academia Nacional das Ciências (Itália)

A Academia Nacional das Ciências (em italiano: Accademia Nazionale delle Scienze), também conhecida por Academia dos Quarenta (Accademia dei XL ou Accademia dei Quaranta) e oficialmente designada Accademia Nazionale delle Scienza detta dei XL, é uma academia fundada em Verona no ano de 1782 que funciona como academia nacional de Itália.

## História
Em 1766, antes da unificação da Itália, o matemático Antonio Maria Lorgna lançou a ideia de se constituir uma academia que incluísse os melhores cientistas italianos, independentemente da entidade política ou estado a que pertencessem.
Em 1781 Lorgna recebeu o apoio da maioria dos cientistas italianos, entre os quais Alessandro Volta, Lazzaro Spallanzani e Ruggero Giuseppe Boscovich. 
Em 1782 a academia foi fundada com o nome de Società Italiana delle scienze detta dei XL, reunindo os quarenta mais prestigiosos homens de ciências italianos da época.
A Accademia administra numerosos prémios.